# Sutton (Dublín)
Sutton (gaèlic irlandès: Cill Fhionntáin - ermita o església de Fintan) és un suburbi residencial al Northside de Dublín, al comtat de Fingal, a la República d'Irlanda, a la base del cap Howth, la península formada al límit septentrional de la badia de Dublín.

## Localització i geografia

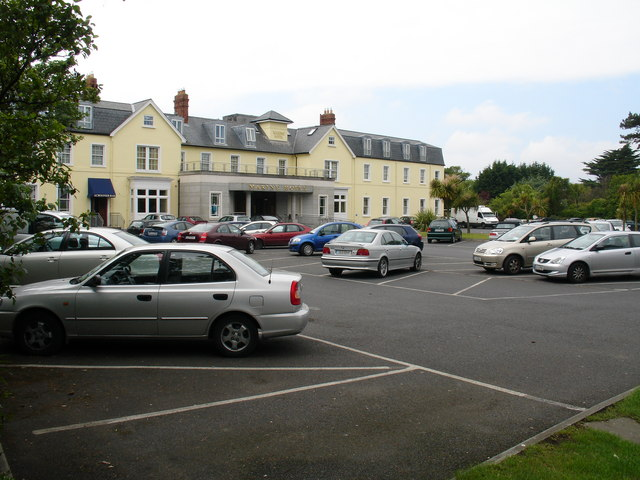
Marine Hotel a Sutton Cross

Es troba a uns 12 kilòmetres del centre de la ciutat, al costat de Howth, que ocupa la major part de la península, Baldoyle i Bayside, que es troben quan Baldoyle Road arriba a la costa. És travessat per la carretera principal de Dublín a Howth, pel sistema ferroviari suburbà DART, on hi té la seva pròpia estació, i la ruta 31 del Dublin Bus i les seves variants.
La banda costanera de Sutton és un tòmbol que connecta Howth (que solia ser una illa) amb el continent. La vila original de Sutton es troba a la zona de la ciutat amb orientació sud-oest del Cap Howth, on avui dia hi ha cases amb terrassa i un petit port, però l'àrea se centra ara a Sutton Cross, on hi ha dues zones de botigues, una ancorada per Superquinn (que va substituir el cinema local), i l'Hotel Marina.
Sutton forma part de la circumscripció electoral del Dáil Éireann de Dublin North–East i part de l'àrea electoral local de Howth-Malahide del Consell del Comtat de Fingal.

## Lleure

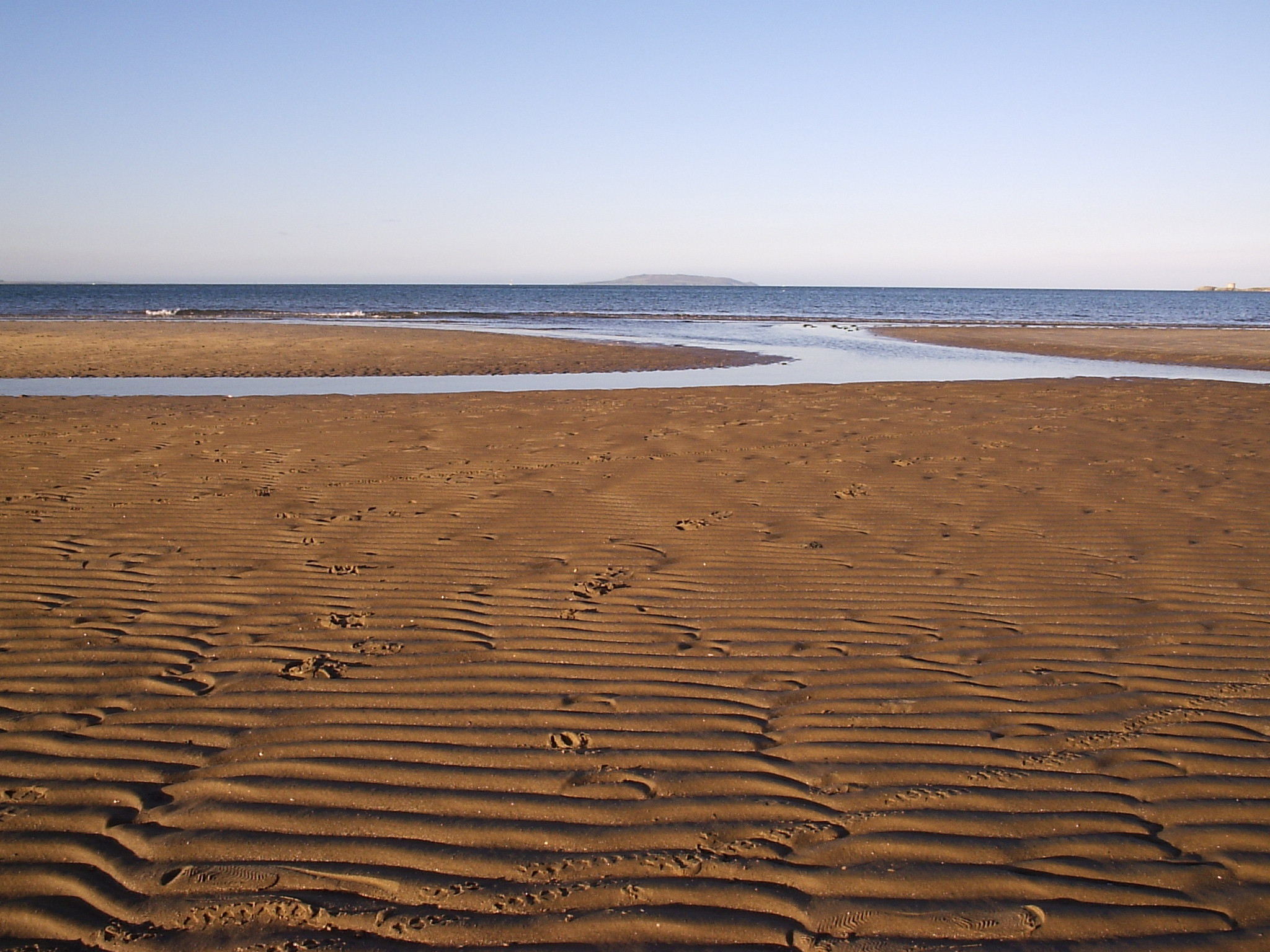
Platja de Sutton, Dublín, vista des del nord per l'illa de Lambay

Sutton és envoltat per moltes platges. Es pot practicar la vela lleugera a la costa i el golf al Howth Golf Club. Suttonians Rugby Football Club, a Station Road, és l'equip de rugbi local mentre que el Sutton Tennis Club compta amb 12 pistes a l'aire lliure i 3 pistes interior de squash (la més gran per a squash junior a la República d'Irlanda).
L'àrea és també la llar d'una de les torre Martello d'Irlanda, actualment residència privada, a Red Rock, i antiga llar de la família de fabricants de whiskey irlandès Jameson, que ha estat residència de l'empresari belga Albert Luykx, famós durant el judici de les armes irlandès. Posteriorment esdevingué Hotel Sutton House i després Hotel Sutton Castle, abans de ser convertir novament en 2003 en residència privada.

## Educació
A Sutton hi ha dues escoles primàries: la Burrow School, a la Dublin Road entre Sutton Cross i Howth, i la St. Fintan's National School, a Carrickbrack Road. Hi ha tres escoles secundàries: St. Fintan's High School (nois), Santa Sabina Dominican College (a.k.a. Santa Sabina) (noies) i Sutton Park School (mixt). Sutton Park school també és escola primària.

## Religió
Sutton comprèn una parròquia catòlica amb la seva església a la base del turó de Howth Hill, adjacent a Santa Sabina School, a la cruïlla de Greenfield Road i Church Road. També hi ha una església metodista a la cruïlla de Church Road i Howth Road.
A Sutton hi ha un dels principals cementiris de Dublín, St. Fintan's, que és dividit en dues parts, "nova" and "vella". La vella té una capella en ruïnes, i a la nova una caseta abandonada.

## Transport
- Estació de ferrocarril de Sutton[4] oberta el 30 de juliol de 1846[5] com a Baldoyle & Sutton, i fou reanomenada Sutton en 1901.
- El tramvia del turó de Howth corria entre l'estació de Sutton i l'estació de ferrocarril de Howth via turó de Howth fins a 1959.

## Residents destacats
- Gerry Gannon, un dels majors promotors immobiliaris d'Irlanda, propietari parcial de K Club i MD de Gannon Homes, actualment construint cases a Clongriffin.
- Jim Fitzpatrick, artista (treball d'estil cèltic però també de l'icònic retrat de dos tons de Che Guevara creat en 1968), Burrow Road
- Philomena Lynott (mare de Phil Lynott)
- Ian Dempsey, presentador de ràdio i televisió.
- Patrick Hillery, antic president d'Irlanda, va viure motls anys a Sutton fins a la seva mort en 2008.